# John Alexander (comédien)
Pour les articles homonymes, voir John Alexander (homonymie) et Alexander.
John Alexander est un acteur né en Écosse.

## Filmographie

### Cinéma
- 1984 : Greystoke, la légende de Tarzan de Hugh Hudson : White Eyes
- 1985 : Oz, un monde extraordinaire (Return to Oz) de Walter Murch : le Lion peureux / Wheeler
- 1985 : La promise (The Bride) de Franc Roddam : Circus Performer
- 1987 : Alien Private Eye (it) de Vik Rubenfeld : Scama
- 1988 : Gorilles dans la brume (Gorillas in the Mist: The Story of Dian Fossey) de Michael Apted : Mime artist
- 1994 : Bébé part en vadrouille (Baby's Day Out) de Patrick Read Johnson (en) : Gorilla
- 1994 : Biohazard: The Alien Force de Steve Latshaw : Détective Morley
- 1997 : Créatures féroces (Fierce Creatures) de Fred Schepisi et Robert Young : Jambo
- 1997 : Men in Black de Barry Sonnenfeld : Mikey
- 1998 : Mon ami Joe (Mighty Joe Young) de Ron Underwood : Le puissant Joe, jeune
- 2000 : Le Grinch de Ron Howard : Shopper
- 2001 : When Zombies Attack!! (court métrage) de Matt Rose et Chad Waters : Mr Chapman
- 2001 : La planète des singes (Planet of the Apes) de Tim Burton : Ape Dinner Guest/Old Man Servant
- 2002 : Men in Black 2 de Barry Sonnenfeld : Jarra
- 2002 : Les Country Bears (The Country Bears) de Peter Hastings : Big Al
- 2003 : Le Manoir hanté et les 999 Fantômes (The Haunted Mansion) de Rob Minkoff : Tea Ghost
- 2005 : Zathura : Une aventure spatiale (Zathura: A Space Adventure) de Jon Favreau : Robot
- 2008 : Hellboy 2 (Hellboy II: The Golden Army) de Guillermo del Toro : Johann Kraus / un gobelin
- 2015 : The Mill at Calder's End (court métrage) de Kevin McTurk : The Bramblegor

### Télévision

#### Séries télévisées
- 1993 : Press Gang : Second Biker
- 1993 : Jeeves and Wooster : Gorilla